# Capriccio (opera)
Capriccio – opera z muzyką Richarda Straussa i librettem napisanym przez kompozytora wraz z Klemensem Kraussem.

## Osoby
- Hrabina (Die Gräfin) — sopran
- Hrabia, jej brat (Der Graf, ihr Bruder) — baryton
- Flamand, muzyk (Ein Musiker) — tenor
- Olivier, poeta (Ein Dichter) — baryton
- La Roche, dyrektor teatru (Theaterdirektor) — bas
- Clairon, aktorka (Schauspielerin) — alt
- Monsieur Taupe — tenor
- Włoska śpiewaczka (Eine italienische Sängerin) — sopran
- Włoski śpiewak (Ein italienischer Sänger) — tenor
- Młoda tancerka (Eine Junge Tänzerin) — tancerka
- Majordomus (Haushofmeister) — bas
- Ośmiu służących (Acht Diener) — 4 tenorzy, 4 basy
- Trzej muzycy (Drei Musiker) — muzycy

## Historia utworu
W 1934 Stefan Zweig zwrócił uwagę Straussa na libretto opery Antonia Salieriego Prima la musica, poi le parole (Najpierw muzyka, potem słowa), autorstwa Giambattisty Castiego. Projekt czekał kilka lat na realizację z powodu trudności z opracowaniem nowego tekstu, do czasu gdy libretto opracował sam Strauss wraz z Clemensem Kraussem. Opera, napisana w latach 1940-1941, miała prapremierę pod dyrekcją Kraussa, w znakomitej obsadzie: Viorica Ursuleac (Hrabina), Walter Höfermayer (Hrabia), Horst Taubmann (Flamand), Hans Hotter (Olivier), Georg Hann (La Roche), Hildegarde Ranczak (Clairon).
Cappriccio, operowy testament Straussa i ostatnie jego dzieło tego gatunku, jest jednym z częściej wystawianych jego późnych utworów. Partię Hrabiny, wymagającą od śpiewaczki zarówno umiejętności muzycznych jak aktorskich, wykonywały największe soprany XX w., m.in. Maria Cebotari, Lisa Della Casa, Elisabeth Schwarzkopf, Elisabeth Söderström, Claire Watson, Lucia Popp, Gundula Janowitz, Elisabeth Grümmer, Kiri Te Kanawa, Anna Tomowa-Sintow, Renée Fleming.